# Nyuma Msiru
 (février 2016).
Si vous disposez d'ouvrages ou d'articles de référence ou si vous connaissez des sites web de qualité traitant du thème abordé ici, merci de compléter l'article en donnant les références utiles à sa vérifiabilité et en les liant à la section « Notes et références ».
Nyuma Msiru est une commune de l'union des Comores située sur la côte nord-est de l'ile de la Grande Comore sur le plateau de La Grille, dans la préfecture de Hamahamet-Mboinkou.

## Commune Nyuma Msiru
- Mbéni,
- Séléani
- Salimani
- Sada Shihouwé
- Sada Mhuwamboi
- Bouni
- Heroumbili
- Batou
- Nkourani
- Ifoundihé
- Mnoungou